# Zsigmond Bródy

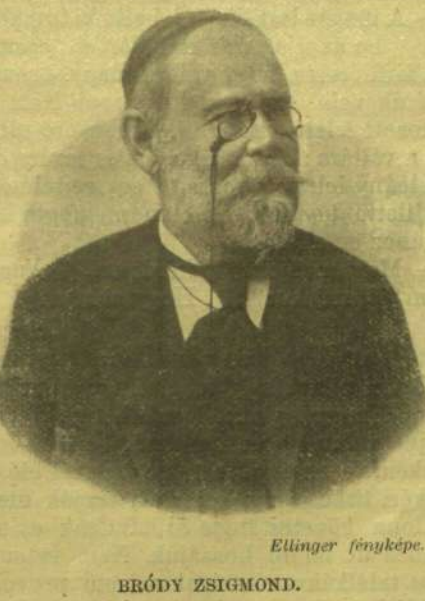
Zsigmond Bródy (ohne Datum)

Zsigmond Bródy, auch Sigmund Brody (geboren 15. November 1840 in Miskolc, Kaisertum Österreich; gestorben 6. Januar 1906 in Budapest, Österreich-Ungarn) war ein ungarischer Journalist und Mitglied der Magnatentafel des ungarischen Reichstags.

## Leben
Bródy besuchte das Gymnasium in Budapest und studierte Jus an der Universität. Er begann schon früh eine journalistische Karriere und publizierte 1859 seinen ersten Leitartikel. Bereits 1860 war er Redakteur des Pesti Hölgydivatlap und gründete gemeinsam mit Károly Grósz die deutschsprachige Zeitschrift Pannonia mit dem Ziel, ungarische Literatur in Übersetzungen zu publizieren. In den Jahren 1859–60 schrieb er mehrere Gedichte und Hymnen für die Jüdische Gemeinde, die auch heute noch Verwendung finden. Als Mitarbeiter des Magyar Sajtó wurde er als erstklassiger Journalist bekannt.
Nach dem österreichisch-ungarischen Ausgleich (1867) arbeitete Bródy mit Sigmund Kemény als Redakteur beim Pesti Napló; das war seine wichtigste Zeit als Journalist und Verleger. 1872 war er kurzzeitig Sekretär beim Innenministerium; 1873 erwarb er das Neue Pester Journal, das unter seiner Verlegerschaft Verbreitung in ganz Ungarn fand. Sein Neffe Daniel Bródy erbte die Zeitung und wurde ihr Chefredakteur.
Als Philanthrop spendete Bródy zu seinem 50. Geburtstag 100.000 Gulden für journalistische Organisationen. Weiters spendete er 320.000 Gulden in Erinnerung an seine Frau Adele Bródy (née Stern) für das Adele Brody Kinderspital. 1896 wurde er Mitglied des Magnatenhauses auf Lebenszeit.